# Arrêté du régent du 11 février 1946 portant approbation aux titres I et II du règlement pour la protection du travail
 (mai 2022).
La mise en forme du texte ne suit pas les recommandations de Wikipédia : il faut le « wikifier ».
Les points d'amélioration suivants sont les cas les plus fréquents :
- Les titres sont pré-formatés par le logiciel. Ils ne sont ni en capitales, ni en gras.
- Le texte ne doit pas être écrit en capitales (les noms de famille non plus), ni en gras, ni en italique, ni en « petit »…
- Le gras n'est utilisé que pour surligner le titre de l'article dans l'introduction, une seule fois.
- L'italique est rarement utilisé : mots en langue étrangère, titres d'œuvres, noms de bateaux, etc.
- Les citations ne sont pas en italique mais en corps de texte normal. Elles sont entourées par des guillemets français : « et ».
- Les listes à puces sont à éviter, des paragraphes rédigés étant largement préférés. Les tableaux sont à réserver à la présentation de données structurées (résultats, etc.).
- Les appels de note de bas de page (petits chiffres en exposant, introduits par l'outil «  Source ») sont à placer entre la fin de phrase et le point final[comme ça].
- Les liens internes (vers d'autres articles de Wikipédia) sont à choisir avec parcimonie. Créez des liens vers des articles approfondissant le sujet. Les termes génériques sans rapport avec le sujet sont à éviter, ainsi que les répétitions de liens vers un même terme.
- Les liens externes sont à placer uniquement dans une section « Liens externes », à la fin de l'article. Ces liens sont à choisir avec parcimonie suivant les règles définies. Si un lien sert de source à l'article, son insertion dans le texte est à faire par les notes de bas de page.
- La présentation des références doit suivre les conventions bibliographiques. Il est recommandé d'utiliser les modèles {{Ouvrage}}, {{Chapitre}}, {{Article}}, {{Lien web}} et/ou {{Bibliographie}}. Le mode d'édition visuel peut mettre en forme automatiquement les références.
- Insérer une infobox (cadre d'informations à droite) n'est pas obligatoire pour parachever la mise en page.

Pour une aide détaillée, merci de consulter Aide:Wikification.
Si vous pensez que ces points ont été résolus, vous pouvez retirer ce bandeau et améliorer la mise en forme d'un autre article.
 (juin 2022).
L’arrêté du régent du 11 février 1946 est un acte du pouvoir exécutif fédéral de Belgique dont l’objet est de porter approbation aux titres I et II du Règlement Général pour la protection du travail. Ce Règlement, autrement dénommé R.G.P.T., a pour but de coordonner un ensemble de textes anciens relatifs aux établissements classés comme dangereux, insalubres ou incommodes, et à la sécurité et à la santé des travailleurs. Il réunit ainsi l’ensemble des règlements en vigueur relatifs à la protection du travail, afin de sauvegarder efficacement la sécurité des travailleurs. Cette œuvre de coordination a nécessité énormément de temps et d’effort, raison pour laquelle seuls les deux premiers titres, annexés à l’arrêté du Régent du 11 février 1946, ont été publiés dans un premier temps. Le R.G.P.T. doit s’analyser comme un règlement de police du travail, de l’industrie et du commerce, en ce qu’il met en place une politique générale à partir de règles spécifiques relatives à ces domaines.

## Contexte d’adoption
La période dite des "Trente Glorieuses" (1944-1974), est une période de « reconstruction nationale », qui se caractérise par d’importants développements de la politique sociale dans les pays industriels. L’arrêté du régent du 11 février 1946 est adopté dans un contexte d'Après-guerre marqué par une volonté largement partagée d’apporter une protection sociale aux travailleurs « en contrepartie des malheurs subis pendant la guerre ». Selon une déclaration du Gouvernement Pierlot IV du 3 octobre 1944, les épreuves et souffrances subies par la population ont fortifié le sens de la solidarité, raison pour laquelle il compte « améliorer l’organisation de la sécurité sociale ». Non seulement les travailleurs, mais aussi les employeurs trouvent important de prendre des mesures d’urgence « propres à réparer les misères subies pendant l’occupation » dès le retour à l’indépendance. L’historien Guy Vanthemsche entend toutefois apporter une nuance au mythe du consensus généralisé sur lequel repose la construction du système de protection sociale, dont il ne faut pas oublier que « loin d’être le fruit d’un accord providentiel, il faisait l’objet de vives luttes sociales et politiques ». Il en ressort néanmoins que l’évolution des idées en matière sociale d’une part, et l’urgence due à la situation économique et sociale de l'Après-guerre d’autre part, mènent vers un désir généralisé de voir l’autorité endosser un rôle plus important afin de veiller à la sécurité des travailleurs.

## Procédure d’élaboration
La procédure législative qui a mené à l’adoption du R.G.P.T., qui n’est à l’origine qu’un ensemble de dispositions réglementaires adoptées sur la base de législations diverses et réunies en vertu de l’arrêté du Régent du 11 février 1946, est particulière, étant donné qu’il ne s’agit pas de rédiger de nouvelles règles, mais plutôt de coordonner une série des mesures éparses qui doivent être considérées comme « un tout indépendant ».

### Le pouvoir en place et l’autorité à l’origine de la proposition

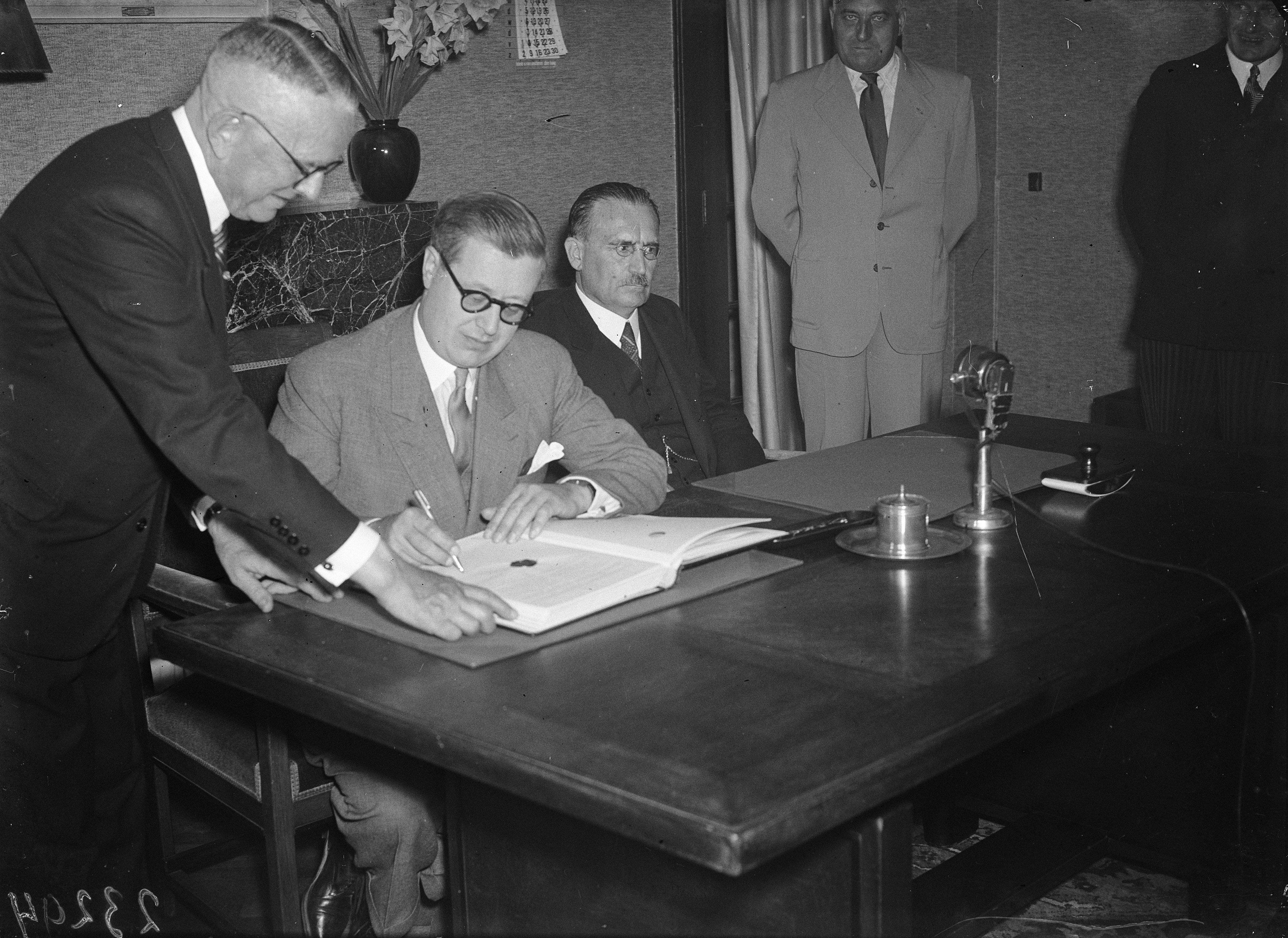
Léon-Eli Troclet est un grand partisan des services publics. Il souhaite une amélioration dans les matières sociales

L’arrêté du régent du 11 février 1946 est adopté sous le pouvoir du Gouvernement Van Acker II II, le Premier ministre Achille van Ackerétant issu du Parti socialiste. Le R.G.P.T. trouve son origine dans une proposition de loi du Ministre du travail et de la prévoyance sociale, le socialiste Léon-Éli Troclet. Partisan des services publics, Troclet considère que l’État doit étendre son champ d’action en matière sociale. Ce dernier présente ainsi son rapport au Régent en 1946, dans lequel il précise que sa volonté est de réunir dans un texte coordonné « l’ensemble des dispositions réglementaires et générales éparses relatives à la santé et à la sécurité des travailleurs ».

### La commission de coordination
Les titres I et II du Règlement, approuvés par l’arrêté du Régent du 11 février 1946, sont issus d’un travail de coordination d’une série d’arrêtés royaux réalisée par une commission de coordination. Cette commission est composée de dix membres, parmi lesquels il y a sept ingénieurs civils, un docteur en médecine et deux juristes. À cause de la technicité de la réglementation en matière de sécurité et d’hygiène, les juristes considèrent cette matière comme « faite pour les ingénieurs ».

## Le contenu de la loi

### Les mesures prévues par la loi
Les titres I et II du R.G.P.T. instaurent un régime des établissements classés, dont l’existence ou l’utilisation peuvent être « dangereuses, insalubres ou incommodes » pour les travailleurs et les riverains. Une liste de ces établissements est annexée à l’arrêté du Régent du 11 février 1946. Toute transformation ou déplacement nécessite une autorisation préalable de l’autorité compétente, et leur existence en soumise à un régime de contrôle et de surveillance. L’objectif recherché est celui de la sécurité et de la sauvegarde de la santé des travailleurs et de la population en général. La partie du R.G.P.T. approuvée par l’arrêté du 11 février 1946 contient deux catégories de dispositions. Le titre I porte sur le régime des établissements classés, c’est-à-dire de ceux qui peuvent être considérés comme dangereux de manière générale, et rassemble des mesures de police externe sur ces derniers, qui s’appliquent quand bien même aucun travailleur n’y est engagé. Ces textes cherchent en effet à protéger non seulement les travailleurs, mais également les personnes étrangères à l’entreprise, comme les riverains usagers de la voie publique. Le titre II contient, quant à lui, des mesures de police interne relatives à la salubrité du travail et à la santé et à la sécurité des travailleurs, qui ont pour but d’éviter la survenance d’accidents de travail. Ces dispositions renvoient à la protection des travailleurs dans tous les lieux de travail, quand bien même ils ne sont pas classés comme « dangereux, insalubres ou incommodes ».

### Les organes de contrôle prévus par la loi
Le R.G.P.T. prévoit en outre le recours à des organes consultatifs qui coopèrent avec le Pouvoir réglementaire. L’arrêté du Régent du 11 février 1946 institue en effet un « Conseil supérieur de Sécurité et d’Hygiène du Travail » auprès du ministère du travail et de la Prévoyance Sociale. Cet organe a pour rôle de « donner des avis sur les réglementations que le gouvernement se proposerait de promulguer dans ce domaine ». Quand le Roi fixe les conditions de sécurité entourant les différentes machines et les appareils de nature dangereuse, il tient compte de l’avis du Conseil précité. Un « Service de sécurité et d’hygiène » est en outre obligatoirement créé dans les entreprises industrielles et commerciales ainsi que dans les services et établissements publics ou d’utilité publique. Il s’assure du respect de toutes les mesures portant sur la sécurité du travail. Si les conditions d’exploitation ne sont pas suivies, de manière à mettre en danger la sécurité ou la santé des travailleurs ou des voisins, l’exploitant encourt potentiellement des sanctions telles que « la cessation du travail, la mise sous scellés des appareils et, au besoin, la fermeture provisoire immédiate de l’établissement ».

## Lois sur lesquelles l’arrêté repose
Étant donné que le R.G.P.T. est une coordination de réglementations par arrêtés royaux, ces derniers doivent trouver leur fondement dans des loi-cadres, en vertu du pouvoir réglementaire conféré au Roi par l’article 67 de la Constitution Belge.

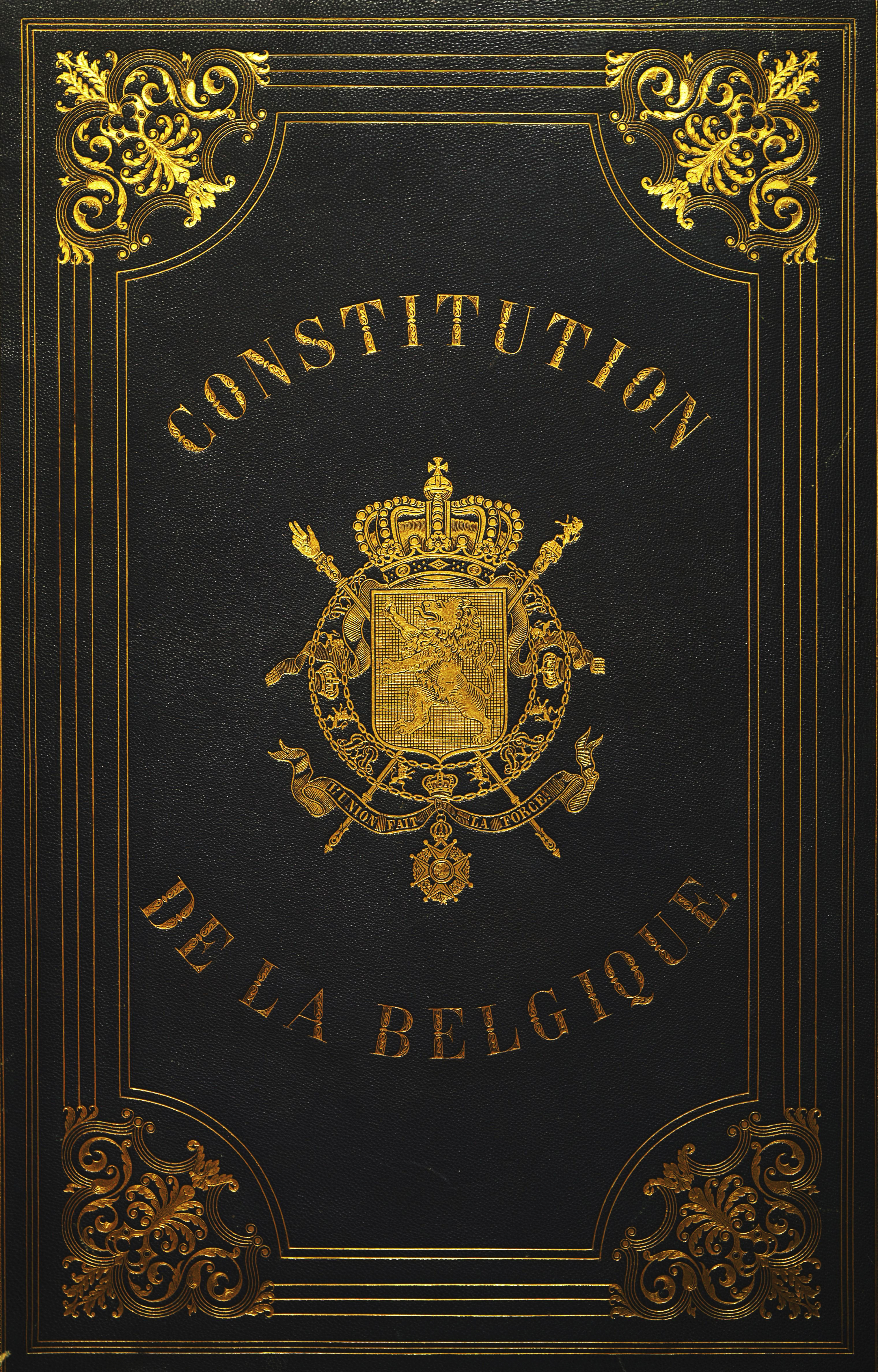
Constitution belge de 1831

Ces lois-cadres prévoient le champ d’application et les sanctions des différentes réglementations. Leur fondement légal est caractérisé par une complexité tout aussi importante que le R.G.P.T. lui-même, étant donné qu’il est dispersé dans diverses législations non coordonnées avec des champs d’application souvent différents.
Les principales lois de base sont la loi du 5 mai 1888 relative à l’inspection des établissements dangereux, insalubres ou incommodes, et à la surveillance des machines et chaudières à vapeur, et la loi du 2 juillet 1899 concernant la sécurité et la santé des ouvriers employés dans les entreprises industrielles et commerciales. Toutes les lois de base ne visent pas spécifiquement à protéger les travailleurs contre le risque professionnel : certaines renvoient à des réglementations issues du droit industriel, et d’autres constituent des règles de protection légale des travailleurs. Depuis 1946, plusieurs de ces lois de base ont été abrogées et remplacées, tandis que d’autres lois nouvelles se sont ajoutées, comme la loi du 10 juin 1952 sur la santé et la sécurité des travailleurs.

## Critiques de la loi
Le R.G.P.T. contient dès le début 849 articles portant sur une grande diversité de matières, aux aspects particulièrement techniques. Étant donné qu’il ne s’en dégage « aucun principe de base », il s’agit d’une composition complexe et sans unité qui rend difficile la compréhension des règles fondamentales pour la prévention des accidents de travail. Parmi les critiques formulées à l’encontre du R.G.P.T., la plus importante est probablement celle qui consiste à affirmer que les 849 articles qui le composent pourraient être résumés par un article unique qui prévoirait que « tout chef d’entreprise doit prendre toutes les précautions voulues en vue d’éviter tout accident ». Si cette critique manque de nuance, il est indéniable que l’acte contient un nombre important de dispositions lacunaires prévoyant que le chef d’entreprise doit prendre « toutes les précautions voulues » pour éviter des accidents. S’il est vrai que l’acte impose des obligations de moyen et non de résultat en matière de sécurité, il ne pourrait en être autrement sans rendre la réglementation illusoire. L’obligation du moyen, qui impose au chef d’entreprise de prendre des précautions « dans la mesure du possible », suffit la plupart du temps à garantir le résultat, c’est-à-dire la sécurité des travailleurs. Il n’en reste pas moins que le manque de clarté indéniable du R.G.P.T. l’a conduit à être peu à peu remplacé par des arrêtés royaux transposant en droit interne les directives européennes sur la santé et la sécurité des travailleurs. Le Règlement a donc été vidé de l’essentiel de son contenu (voy. Circulaire du 28 septembre 1993, M.B., 5 octobre 1993), et sa révision s’est achevée par une réelle coordination de tous les arrêtés royaux sur le sujet dans un Code du bien-être au travail.

## Enjeux pour le futur
Si, pendant les trente premières années d'Après-guerre, la part de la protection sociale dans le PIB et développement durable a triplé sur 30 ans, elle doit se confronter aujourd’hui à un contexte économique marqué par un ralentissement de la croissance, une population vieillissante et un travail qui se précarise pour beaucoup. Le combat mené par les différents gouvernements belges qui se sont succédé ces dernières décennies a été celui d’essayer de maintenir le niveau de sécurité sociale dans un contexte moins favorable. L’enjeu est de ne pas laisser la montée de l’individualisme et les déficits budgétaires étatiques s’ériger en obstacle contre la solidarité, valeur au cœur de la protection sociale.